# Венделін Вернер
Венделін Вернер (нім. Wendelin Werner; нар. 23 вересня 1968 Кельн, Німеччина) — французький математик німецького походження, лауреат премії Філдса 2006 року.
Наукова робота Вернера зосереджена в галузі випадкових блукань, еволюції Шрамма-Левнера та пов'язаних концепцій у теорії ймовірності та математичній фізиці. Наразі Вернер є професором університету Париж XI та, на півставки, Вищої нормальної школи.
Вернер отримав французьке громадянство в 1977 році. Після підготовчого курсу (фр. classe préparatoire) в Вищому ліцеї він навчався у Вищій нормальній школі протягом 1987—1991 років. 1993 року захистив докторську дисертацію в Університеті імені П'єра і Марії Кюрі під науковим керівництвом Жана-Франсуа Ле Ґалла. Також працював науковим співробітником Національного центру наукових досліджень Франції з 1991 року до 1997. Протягом цього періоду він утримував Товариство Лейбніца в Кембриджському університеті.
У 2006 році нагороджений премією Філдса за внесок у розвиток стохастичної еволюції Левнера, геометрії двовимірного броунівського руху та конформної теорії поля.
Інші нагороди Венделіна Вернера включають у себе Премію Ферма 2001 року, премію Лоева (фр. Loève Prize) 2005 року, а також премію Полья (фр. Pólya Prize) Товариства промислової та прикладної математики (SIAM), разом із Грегорі Лоулером та Одедом Шраммом (2006). У 2008 році став членом Французької академії наук.
Також Вернер знявся у французькому фільмі 1982 року «Перехожа з Сан-Сусі» (фр. La Passante du Sans-Souci).

## Нагороди та визнання
- Член Леопольдини
- Член Французької академії наук
- Член Берлін-Бранденбурзької академії наук
- Член Європейської Академії
- 1998:Премія Ролло Девідсона[en]
- 1999:Cours Peccot[fr]
- 1999:Prix Paul Doistau-Émile Blutet[de]
- 2000:Премія Європейського математичного товариства
- 2001:Премія Ферма
- 2003:Премія Жака Ербрана[en]
- 2005:Премія Лоева[en]
- 2006:Премія Пої
- 2006:Філдсовська премія
- 2010:Ейлоровська лекція
- 2016:Heinz Gumin Preis für Mathematik der Carl Friedrich von Siemens Stiftung[de]